# (3928) Randa
(3928) Randa es un asteroide perteneciente al cinturón de asteroides, descubierto el 4 de agosto de 1981 por Paul Wild desde el Observatorio de Berna-Zimmerwald, Berna, Suiza.

## Designación y nombre
Designado provisionalmente como 1981 PG. Fue nombrado Randa en honor a la ciudad suiza de Randa cuyo código postal es también 3928.